# Cinghio
Il Cinghio è un torrente della provincia di Parma della fascia collinare affluente del torrente Parma, la confluenza del Cinghio nel suo referente idraulico avviene all'interno della città di Parma fra i ponti Stendhal e Dattaro.

## Corso del torrente
Nasce presso la località case Manfredelli, nel comune di Langhirano, dall'unione di piccoli rii che drenano le acque provenienti dalle pendici settentrionali del monte Vetrola a 665 m.s.l.m.
Si dirige quindi verso nord in una valletta boscosa iniziando a segnare il confine fra il comune di Felino e il comune di Langhirano. Dopo aver sorpassato Case di Tiorre, il Cinghio entra completamente nel territorio di Felino ricevendo in sinistra idraulica il primo affluente: il rio Sant'Andrea; appena a valle della confluenza il corso d'acqua bagna San Michele Tiorre abbandonando la zona collinare e sfociando in pianura.
Ricevuto in sinistra il suo principale affluente: il rio Silano, il Cinghio assume un corso meandreggiante, entra nel comune di Parma e passa presso le frazioni di Carignano prima e Gaione poi, lasciandosele entrambe a sinistra.
Presso Gaione, nel punto in cui il corso del torrente giunge a meno di mezzo chilometro di distanza dal torrente Baganza, un canale scolmatore di raccordo devia le acque del Cinghio nel Baganza in modo tale da evitare che eventuali piene del torrente giungano a Parma nel letto ristretto del torrente. Da qui il Cinghio ormai privo di acque si allontana dal Baganza e dopo aver lambito il campus dell'Università degli Studi di Parma entra in città confluendo nella Parma a monte del ponte Dattaro.

## Regime idrologico
Il Cinghio è un torrente della zona collinare con un ristretto bacino idrografico (36 km²) stretto fra quelli del Baganza e della Parma. Le sue piene sono quindi frequenti in primavera e autunno mentre in estate è soggetto a magre prolungate. La portata media annua del torrente è di 0,25 m³/s.

## Zone di interesse archeologico
Lungo il corso del Cinghio fra Carignano e Gaione sono stati rinvenuti insediamenti neolitici per un'estensione complessiva di 9 ettari, suddivisi in 5 differenti aree tre delle quali sulla sinistra del torrente e due sulla destra.